# Supraland
Supraland је видео игра у стилу Метроидвејније коју је развила Supra Games. Игра је првобитно самоиздата за компјутер и изашла је из раног приступа 5. априла 2019. Портови за осму генерацију конзола за видео игре, са Humble Games као издавачем, објављени су 22. октобра 2020. Играчи преузимају контролу над фигурицом играчком и истражују низ тематских области унутар дечијег кутије са песком.
Supraland је првенствено развио оснивач Supra Games Дејвид Миних, који је желео да створи авантуристичку видео игру базирану првенствено на поџанру Метроидвејнија, коју првенствено карактерише вођена нелинеарност, као и механика истраживања и прогресије усмерена на коришћење. Supraland се игра из перспективе првог лица, за коју Миних верује да омогућава играчима да пруже супериоран осећај урањања у свет у игри, за разлику од оног који се игра из перспективе трећег лица.
Supraland је наишао на углавном позитивне критике, које су похвалиле механику играња игре, али су критиковале њену презентацију и производне вредности. Самостална експанзија, под називом Supraland Six Inches Under, објављена је 14. јануара 2022. и служи као наставак за Supraland-а. Пуноправни наставак је тренутно у развоју.

## Играње
У Supraland-у, играч контролише играчку фигурицу која је оживела. Принц краљевства насељеног „црвеним људима“, лик играча има задатак да открије зашто су „плави људи“ из суседног краљевства ометали водоснабдевање његовог народа. Играно из перспективе првог лица, целокупни нивои Supraland-а постављени су у дечијој кутији са песком, при чему је свака област одвојена по теми. Игра Supraland-а, првенствено инспирисана конвенцијама и механиком поджанра Метроидвејнија, такође комбинује различите елементе из више жанрова као што су видео игре слагалице, игре Point and click и пуцачине из првог лица. Играчима није обезбеђена мапа за навигацију кроз свет у игри: уместо тога, велики објекти у удаљеном хоризонту дају визуелне назнаке за навигацију. Они служе као оријентири за играче да се оријентишу и закључују одговарајући правац путовања како би постигли свој циљ.

## Развој и издавање
Supraland је развио оснивач Supra Games, немачки програмер видео игара Давид Миних, током 16 месеци. Supra Games је раније развио Supraball, бесплатну спортску игру за више играча засновану на моду из раних 2000-их за видео игру Unreal Tournament, која има сличну естетику цртаног филма.
Минихенова почетна идеја за Supraland била је стварање акционе авантуристичке игре из првог лица. У прелиминарној фази свог истраживања, Миних је играо своје омиљене видео игрице и направио ужи избор сваког елемента игре који му се допао, пре него што је листу прецизирао на мали број битних елемената које је Миних описао као „Supraland формула“. Коначна верзија Supraland-а је описана као укрштање Portal, Легенде о Зелди и Метроид серије. Међу најважнијим аспектима Supraland-а је решавање загонетки; Миних је тежио да Supraland достигне исти стандард тактилног квалитета као Portal.
Избор перспективе из првог лица за Supraland сматра се необичним избором дизајна за видео игру у стилу Метроидвејније. Даље, недостатак мапе која би помогла играчима у навигацији је „централна дизајнерска одлука” према Миниху. У интервјуу за PC Gamer, описао је мапе као извор удобности, али и функцију која деградира цео 3Д свет на „бесмислену геометрију”. За Supraland, он је желео да подстакне играче да „следе своју природну радозналост без много упутства“, и да могу да открију осећај уроњења и задовољства тако што ће бити свесни и посматрајући своје окружење.
Оригинална Виндовс верзија Supraland-а напустила је Steam Early Access и изашла је у потпуности 5. априла 2019. Портове за Плејстејшн 4, Иксбокс Један и Нинтендо Свич објављује Humble Games и пушта их 22. октобра 2020. Експанзија садржаја за преузимање (ДЛЦ) под називом Supraland Crash објављена је 3. јула 2020.

## Пријем
Према агрегатору рецензија Метакритик, верзије Supraland-а за компјутере и Иксбокс Један добиле су углавном позитивне критике. Пишући за Rock, Paper, Shotgun, Џон Вокер је прогласио Supraland за своју омиљену видео игру у 2019. Рецензирајући оригиналну компјутерску верзију Supraland-а, Кајл Хилијард из Game Informer-а је похвалио њен дизајн слагалице и експанзиван свет у игри који награђује истраживање, што по његовом мишљењу надокнађује његове иначе неодољиве производне вредности. У позитивној рецензији за верзију Иксбок Један, Донован Ерскин из Shacknews-а је похвалио Supraland као једну од најбољих видео игара са сендбоксом које је икада играо и описао је као суштинско искуство за ентузијасте видео игара отвореног света јер омогућава играчима да дефинишу сопствена искуства. Похвалио је њену игру, која „изгледа као љубавно писмо на листи класичних игара, која им свима чини правду“, али је такође истакао бледаву естетику дизајна њених ликова и ставки у игри. Џон Рејрдин из NintendoWorldReport-а понудио је мање ентузијастичну процену Supraland-а, сумирајући искуство играња као „прекрасан свет кроз који се може спотакнути“. Рејрдин је замерио светском дизајну Supraland-а што је повукао сваки други аспект игре, и пожалио се да су његови „забавни тренуци“ и „сјајна идеја“ стално нарушени „збуњеним лутањем кроз оно што би требало да буде много интересантнији свет“.
Supraland је продао 50.000 јединица у року од месец дана од његовог објављивања након раног приступа у априлу 2019, што је далеко премашило Минихенова сопствена очекивања, а 96 % његових рецензија корисника Стима било је позитивно. До 10. марта 2021. Supraland је достигао преко 600.000 јединствених играча што је навело Дастина Бејлија да опише игру као „култни хит“.

## Наставци
Наставак под називом Supraland Six Inches Under је објављен за Виндовс 14. јануара 2022. Supraland Six Inches Under је првобитно требало да буде друго ДЛЦ проширење за Supraland, али његов проширени обим и уочени недостатак интересовања од стране Supraland играча за ДЛЦ довели су до Минихенове одлуке да га развије као самосталан наслов.
Други наставак, под називом Supraworld, је у развоју, а финансирање ће бити добијено са платформе за групно финансирање Kickstarter. За разлику од свог претходника, Supraworld није соло операција, пошто је Миних обезбедио услуге борбеног дизајнера и наративног дизајнера  од маја 2019.